# Wolfram 演示项目

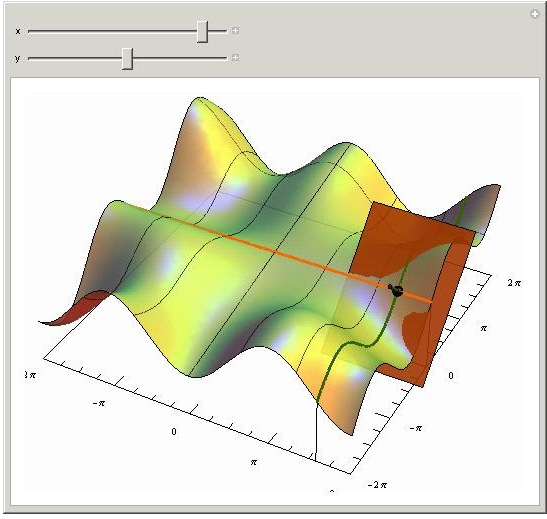
曲面切線。

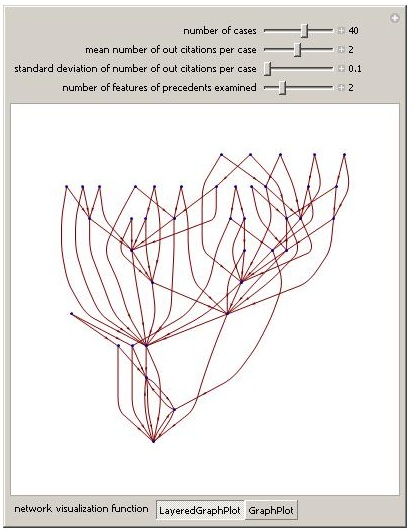
法律結構

Wolfram演示项目（Wolfram Demonstrations Project）由Wolfram Research公司推出，旨在为广大用户引入探索型计算的各种解决方案。它包含许多小型开源程序代码（可称之为“演示”）这些程序代码从视觉上以互动方式为用户介绍来自各个领域的创意和思想。在创立初期，它包含1300个演示项目，至现在它已经拥有超过10000个演示项目。该网站在2008年获得美国父母的最佳选择奖。

## 技术
演示项目可在 Mathematica 6 或者以上版本中运行，或者使用 Wolfram CDF Player（Wolfram 产品 Mathematica  的免费版本）中运行。在 Wolfram CDF Player 下，支持平台包括 Windows、Linux 以及 Macintosh 并且可以作为一个网页浏览器插件运行。
演示项目通常包含图形或者可视化表示元素的直接用户界面，当用户进行操作，如移动滑条、点击按钮或者拖动图形的时候，都会自动响应用户的操作，并且进行动态计算。每个演示项目下，也简要介绍了即将显示的相关概念。
演示项目目前可以轻松嵌入任何网站或者博客。 每个演示页面包括一段 JavaScript 代码。

## 主题
演示项目网站按照各个不同的主题排列，涵盖主题包含科学、数学、计算机科学、艺术、生物和金融。涉及的内容有浅显的，也有深奥的，从小学数学到更高深的主题，如量子力学和生物器官模型。演示项目网站主要面向教育工作者和学生们，以及需要展示工作成果的研究人员。

## 过程
Wolfram Research 的技术人员组织并且编辑了演示项目，由 Mathematica 任何用户创建，免费发布 并且免费下载。演示项目是开源的，这就表明该网站不仅展示了概念本身，而且显示了如何实现这些概念的全部过程。

## 相关软件
过去利用网页来传递小型互动程序的软件包括 Sun 的 Java applet、Adobe 的 Flash 以及开源的 processing（编程语言）。然而，Mathematica 提供的同时访问算法和可视化功能的演示项目使得它更适用于技术演示. 
演示项目与由用户创建的内容网站如 Wikipedia 和 Flickr 在某种程度上类似。不过，它不仅为用户提供了一个创作工具，也在创建内容的同时提供了专家输入。商业模式上类似于 Adobe 的 Acrobat 以及 Flash 收取开发工具的费用但是提供免费阅读器的策略类似。
该网站在 2008 年获得了发明专利奖。